# Jicchak Koren
Jicchak Koren (hebr.: יצחק קורן, ang.: Yitzhak Coren, ur. 1911 w Kiszyniowie, zm. 22 czerwca 1994) – izraelski prawnik i polityk, poseł do Knesetu – w latach 1959–1965 z listy Mapai, w latach 1969–1974 listy Koalicji Pracy.
W wyborach parlamentarnych w 1959 po raz pierwszy dostał się do izraelskiego parlamentu. Zasiadał w Knesetach IV, V oraz VII kadencji.